# Sven Åge Madsen
Sven Åge Madsen (Århus, 2 novembre 1939) è uno scrittore danese.
Ha una formazione scientifica, ha studiato matematica all'università di Århus.
Per la sua attività ha ricevuto diversi premi tra cui il Premio per la letteratura dell'Accademia danese (1972), il premio della critica (1976), il Premio dei Librai Danesi (2000), il Premio della Radio Danese per il Miglior Romanzo (2000).

## Opere

### Prosa
- Lystbilleder 1964
- Nærvær og næsten 2000
- Den ugudelige Farce 2002
- De gode Mennesker i Århus 2003
- Det syvende bånd 2006

### Drammi
- Svejk i 3. verdenskrig 1984
- Dr. Strangula 1985
- Det sidste suk 1986
- Madsens kongespil 1986
- Nøgne masker 1987

### Racconti brevi
- Otte gange Orphan 1965
- Maskeballet 1970
- Mellem himmel og jord 1990

### Romanzi per ragazzi
- Jagten på et menneske 1991
- Den usynlige myre 1995

### Romanzi
- Besøget 1963
- Tilføjelser 1967
- Liget og Lysten 1968
- Tredje gang så tar vi ham  1969
- Sæt verden er til 1971
- Dage med Diam eller Livet om natten 1972
- Jakkels vandring 1974
- Tugt og utugt i mellemtiden 1976
- Hadets bånd 1978
- Se dagens lys 1980
- Af sporet er du kommet 1984
- Lad tiden gå 1986
- Slægten Laveran 1988
- At fortælle menneskene 1989
- Edens gave 1993
- Syv aldres galskab 1994
- Kvinden uden krop 1996
- Finder sted 1998
- Genspejlet 1999
- Levemåder 2004

### In italiano
- Rigenesi ("Genspejlet", 1999, trad. it. 2003), Iperborea (ISBN 88-7091-115-2)